# Museu de Belles Arts de Boston
El Museu de Belles Arts de Boston (en anglès Museum of Fine Arts, Boston, MFA) és un dels museus més grans dels Estats Units i conté la segona col·lecció permanent més gran en l'hemisferi occidental, després de la del Museu Metropolità d'Art a Nova York. El director actual del museu és Matthew Teitelbaum.

## Història
Va ser creat l'any 1870 i es va inaugurar el 1876, amb una gran part de les seves col·leccions presa de la galeria d'art de l'Ateneu de Boston. Està ubicat a l'Avinguda Huntington de Boston, Massachusetts des de l'any 1909. A més de la seva finalitat conservadora, el museu està associat amb una acadèmia d'art, l'Escola de Belles Arts de Boston, i un museu germà, en Nagoya/Boston Museum of Fine Arts, en Nagoya, Japó.

## Obres destacades
- Antiguitats egípcies, incloent-hi escultures, sarcòfags i joieria.
- Pintura europea antiga, amb obres mestres de fama mundial, de Roger van der Weyden, El Greco, Velázquez, Jacob Jordaens, Rembrandt…
- Pintura impressionista i postimpressionista francesa, incloent-hi quadres de Paul Gauguin com D'on venim? On anem? (D'où venons-nous? Que sommes-nous? Où allons-nous?) i obres de Manet, Renoir, Degas, Monet, Van Gogh, Cézanne entre d'altres.
- Pintors nord-americans dels segles xviii i xix, incloent-hi moltes obres de John Singleton Copley, Winslow Homer i John Singer Sargent.
- La col·lecció Edward S. Morse de 5.000 peces de ceràmica japonesa, que forma part de la major col·lecció d'obres japoneses fora del Japó.
- La Galeria Gund que acull exposicions temporals mentre que un jardí japonès proporciona un espai tranquil i contemplatiu fora del mateix museu.
- Freqüentment allotja exposicions especials, sent la més popular la mostra Art of Star Wars (sobre dissenys de La Guerra de les Galàxies) el 2002, que va atreure més d'1.652.000 visitants.
- Les pintures d'estil romànic de l'església de Santa Maria de Mur (Pallars Jussà).
- El retaule de la verge d'Anglesola, originari de l'església parroquial d'Anglesola.

## Galeria d'obres destacades

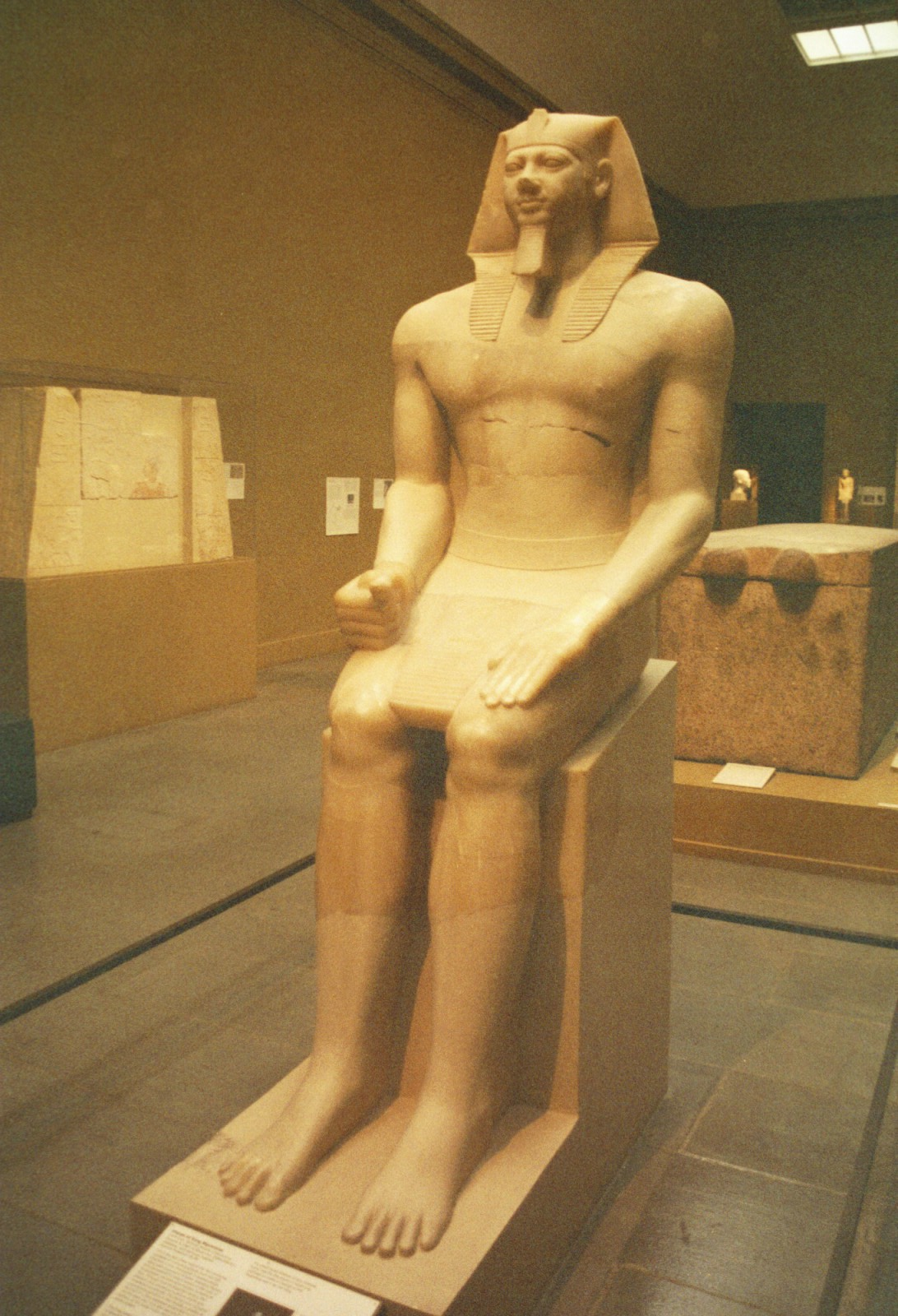
El Museu de Belles Arts és famós per la seva col·lecció d'objectes de l'antic Egipte, (en la imatge l'Estàtua colossal del rei menkaura).
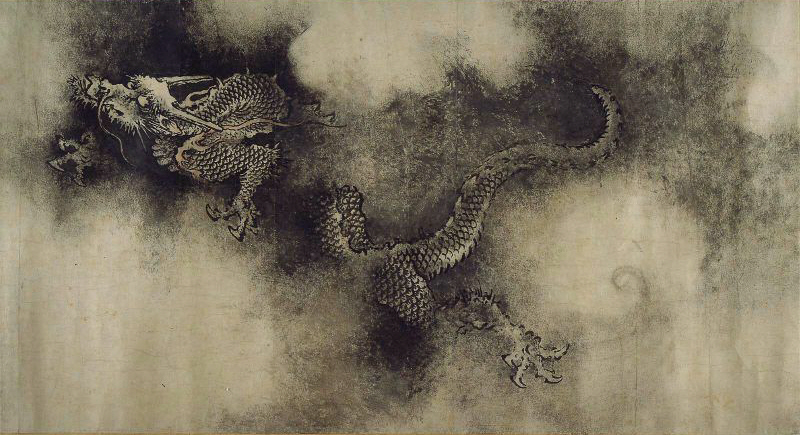
Secció de rotlle «Nou Dracs » per Chen Rong, 1244 aC, dinastia Song.
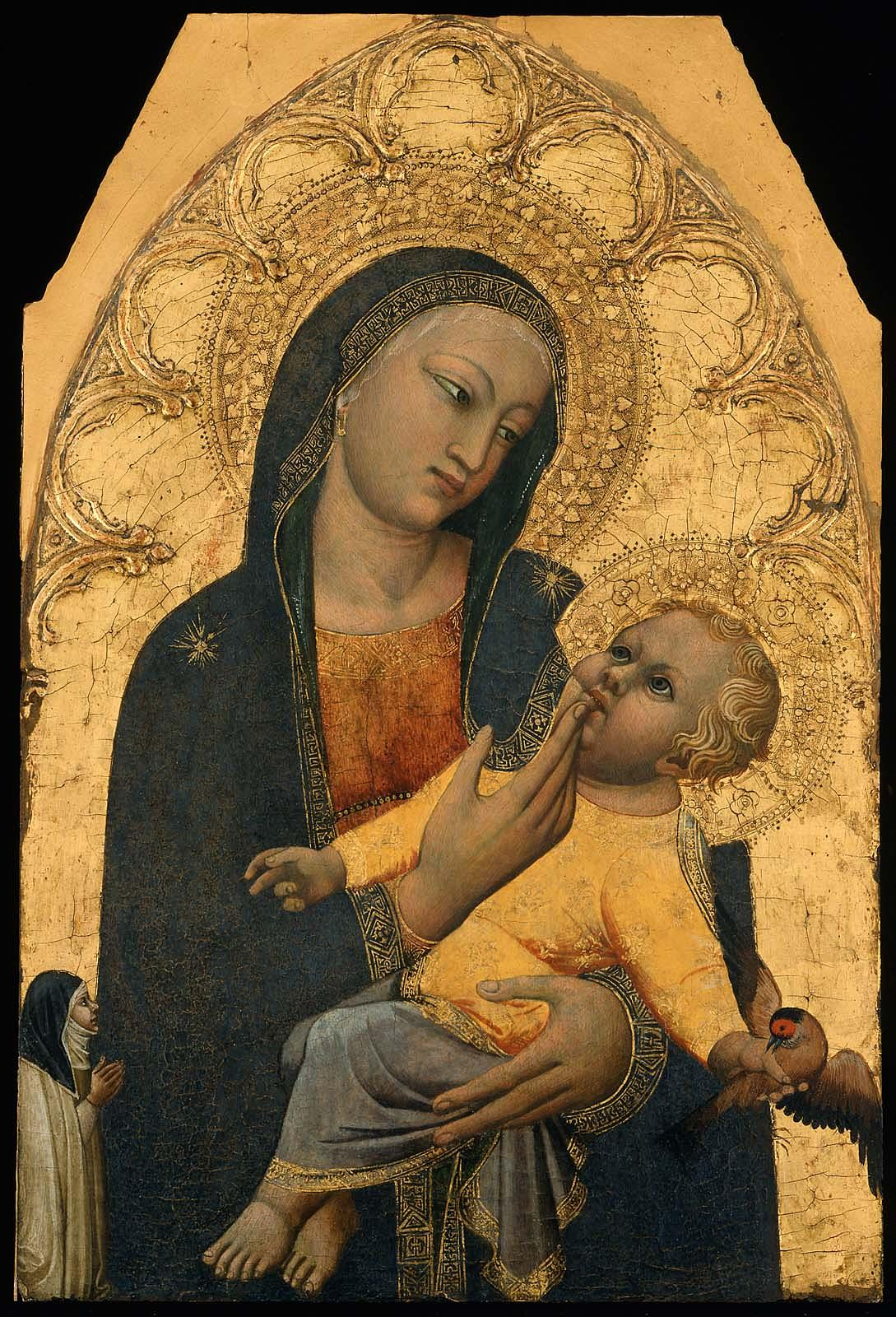
Antonio Veneziano, Verge amb nen, c. 1380
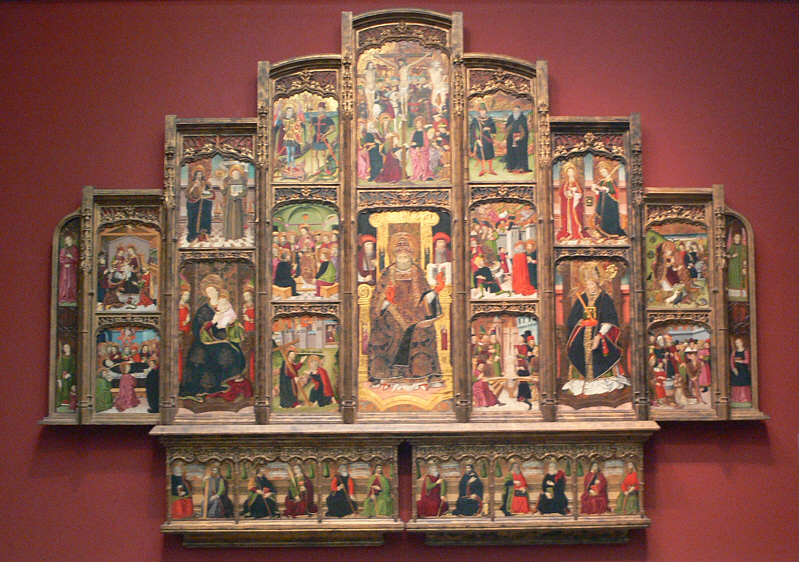
Retaule de Sant Pere, de Martín de Soria (segle XV).
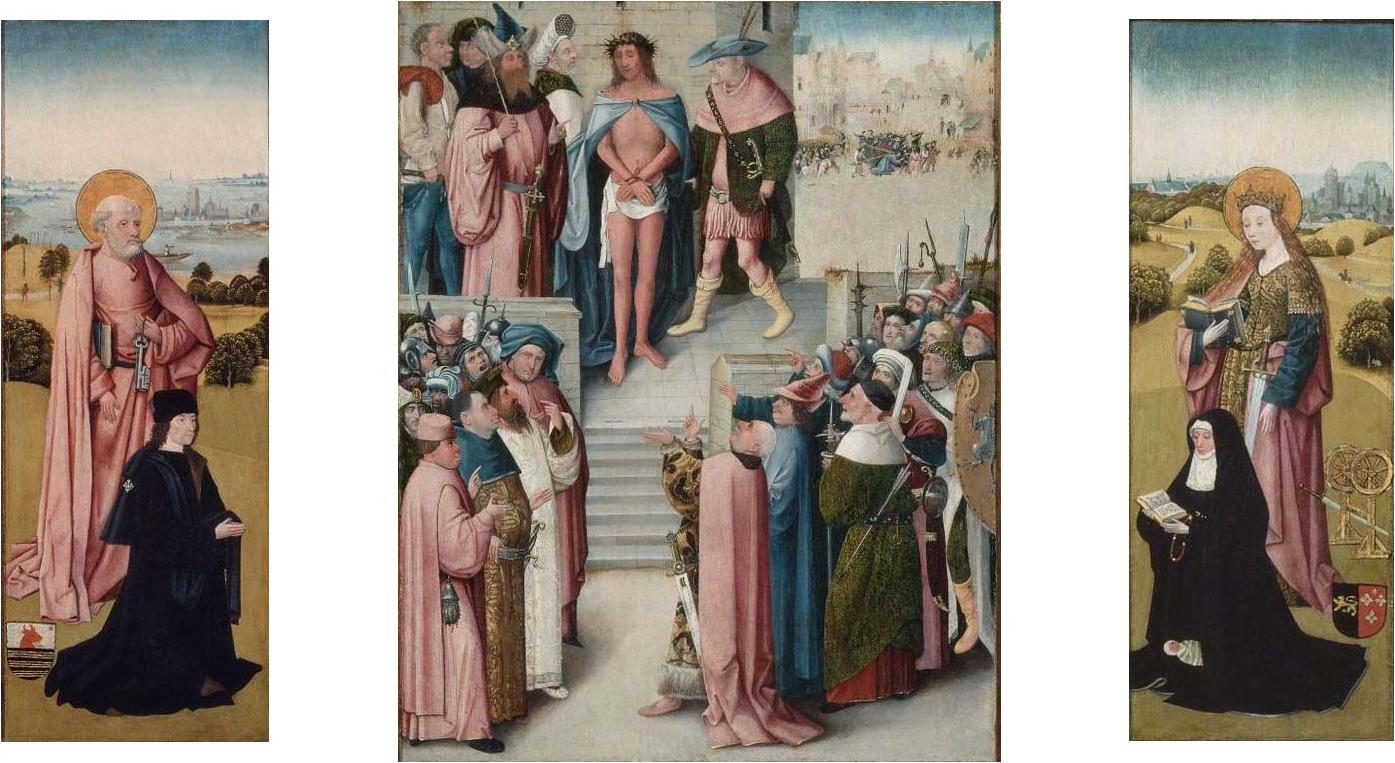
Tríptic de l'Ecce Homo, del Bosco.
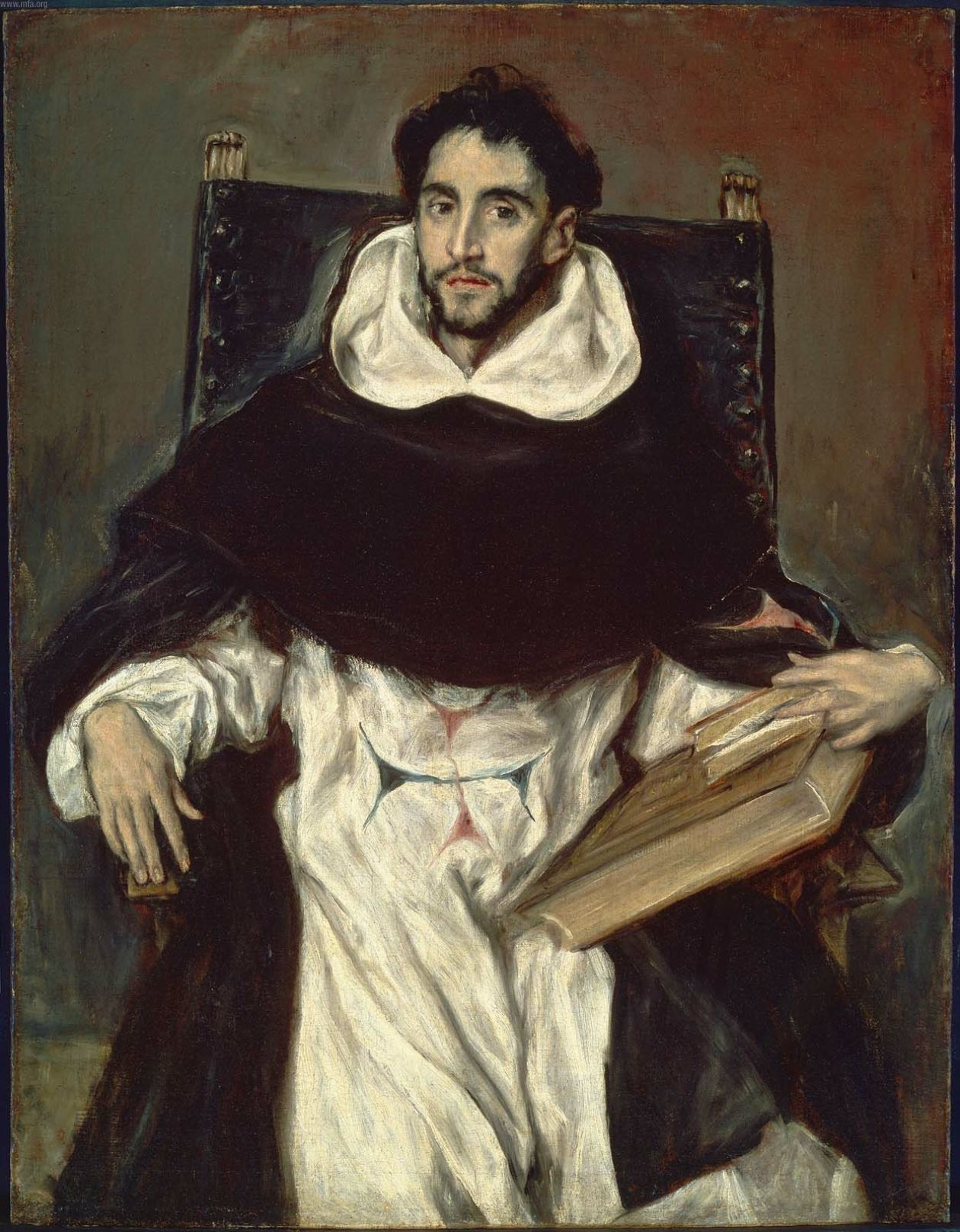
El Greco Retrat de fray Hortensio Paravicino.
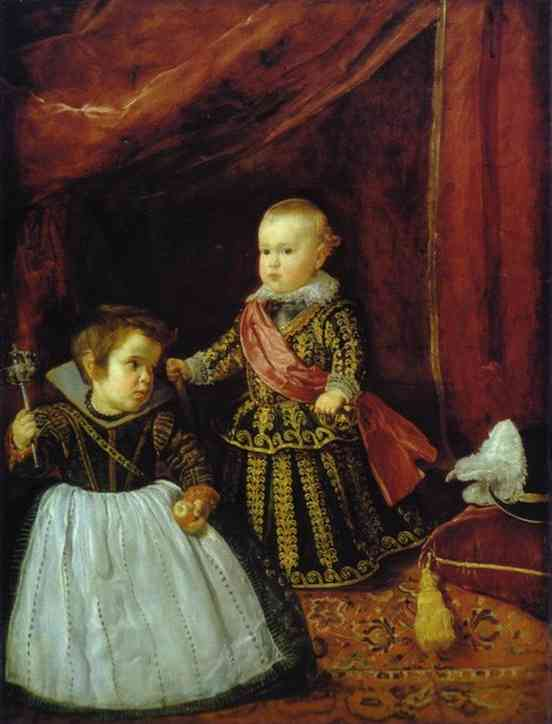
Velázquez El príncep Baltasar Carlos amb un nan.
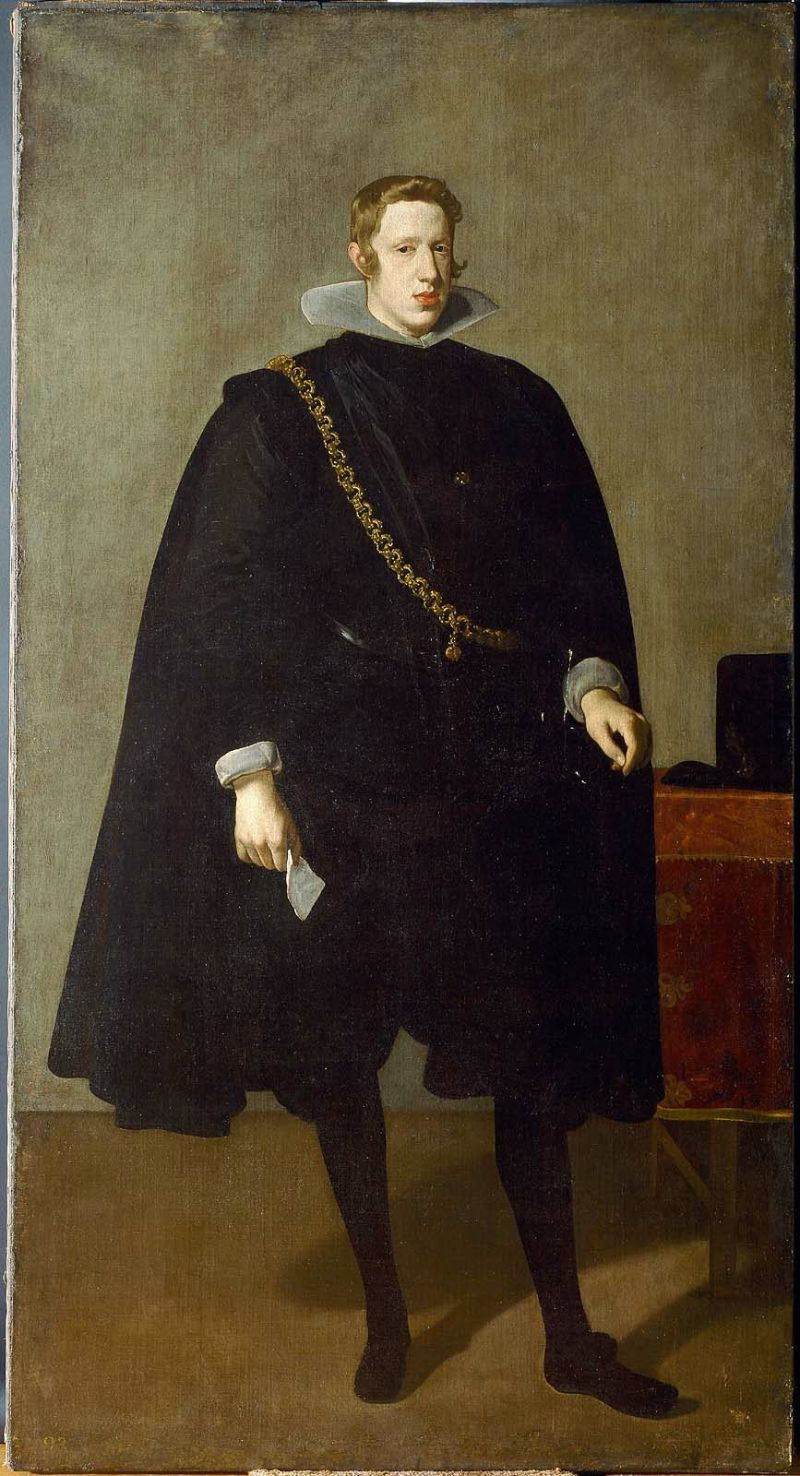
Velázquez Felipe IV.
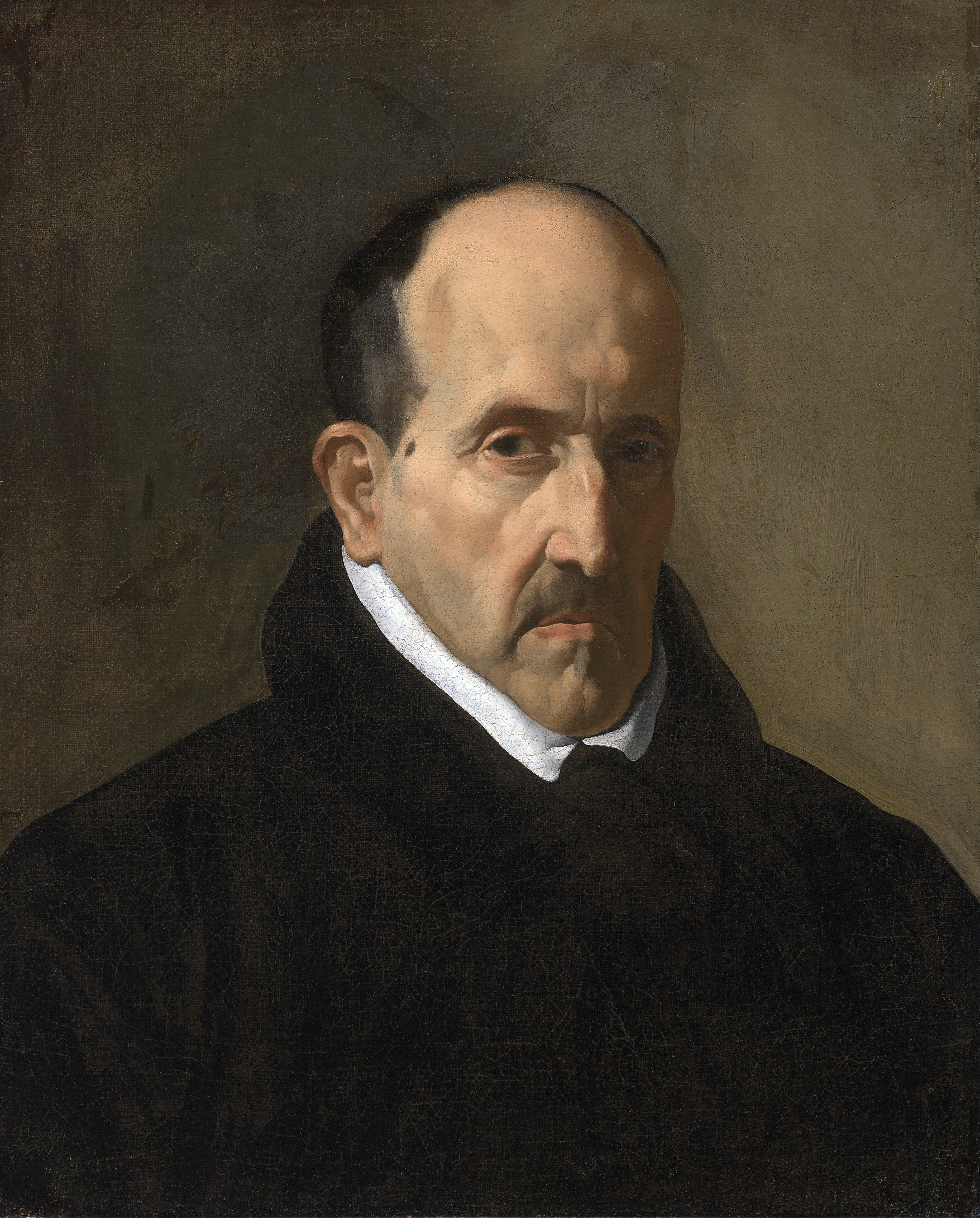
Velázquez Retrat de Luis de Góngora.
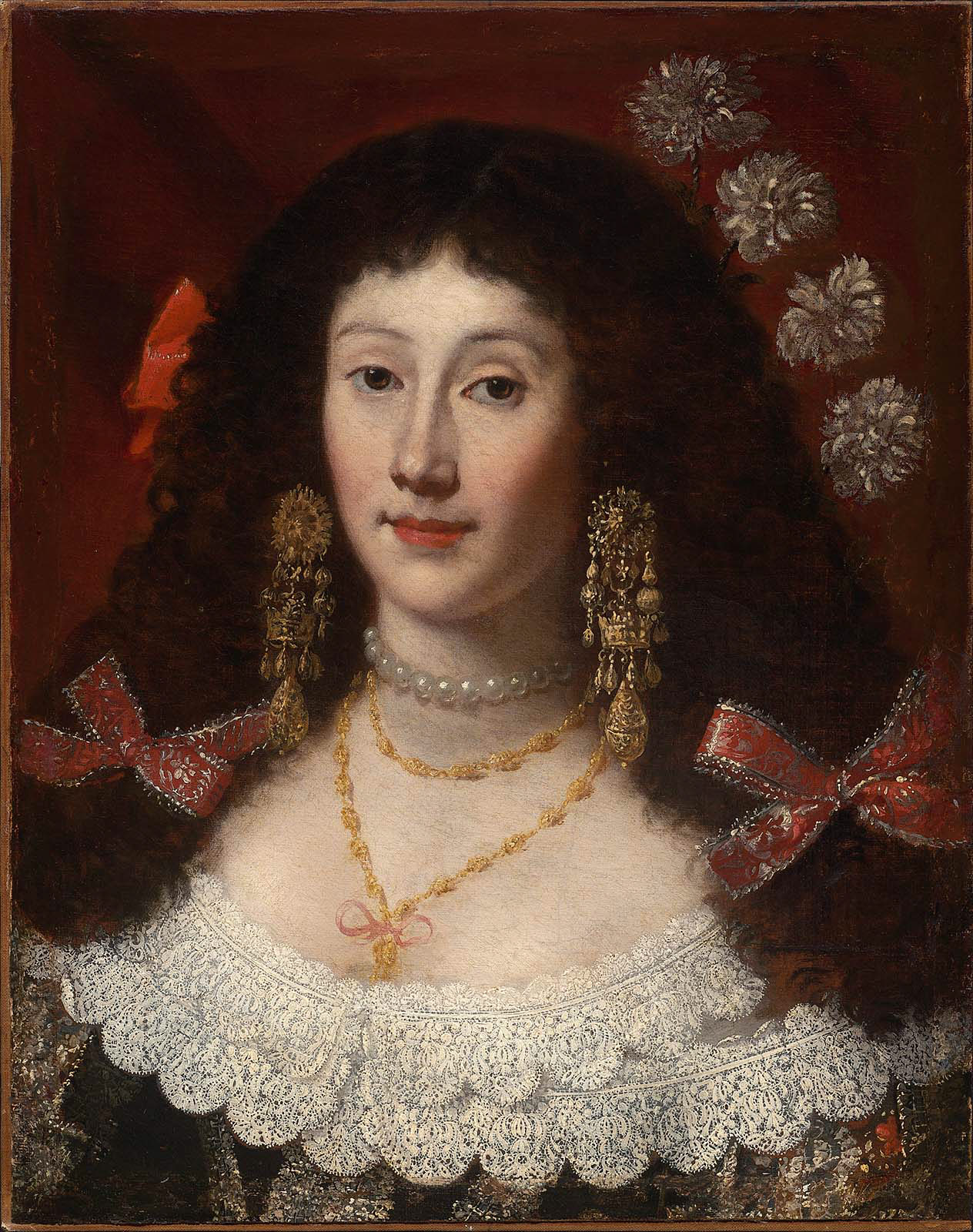
Juan Carreño de Miranda Retrat de dona, c. 1660.
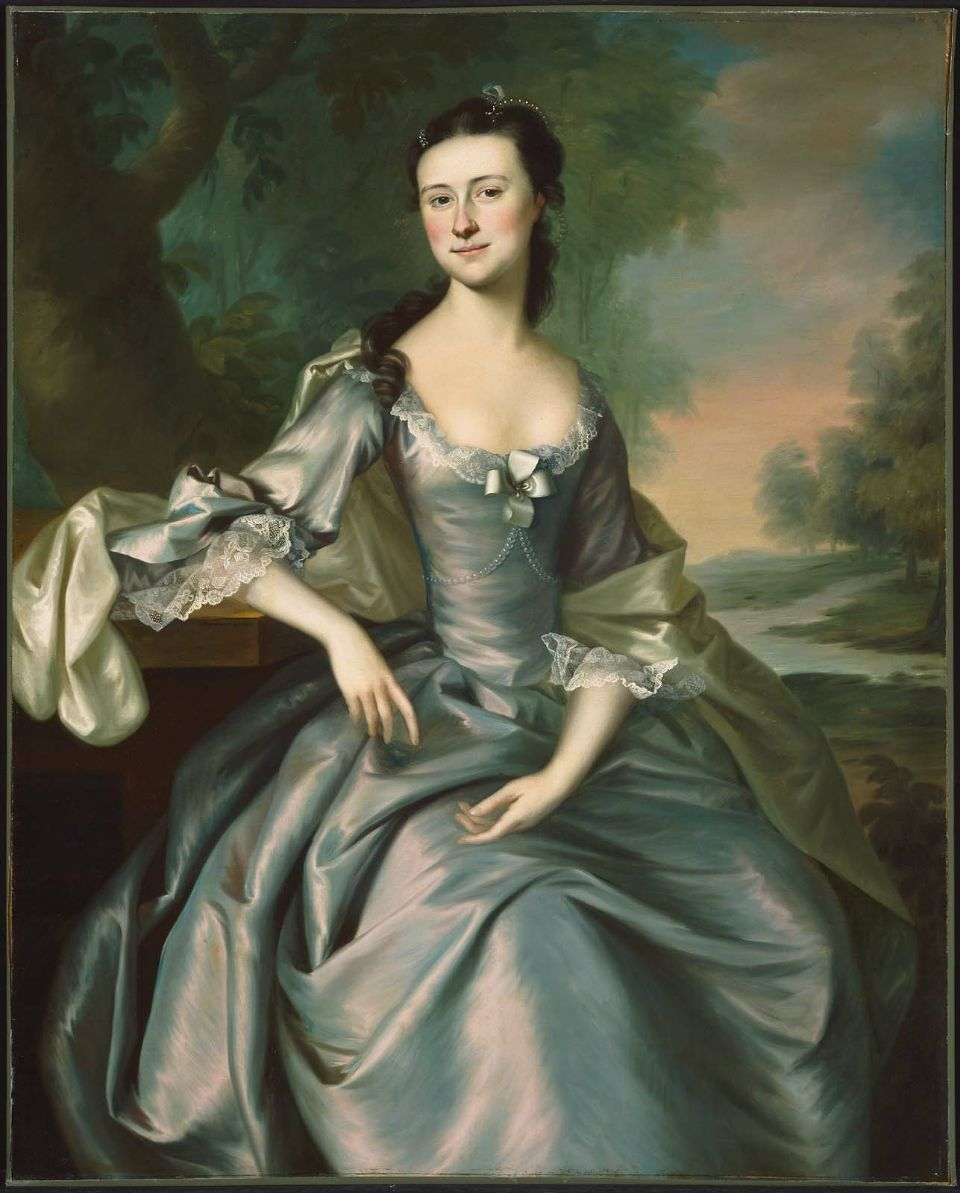
Joseph Blackburn Susan Apthorp.
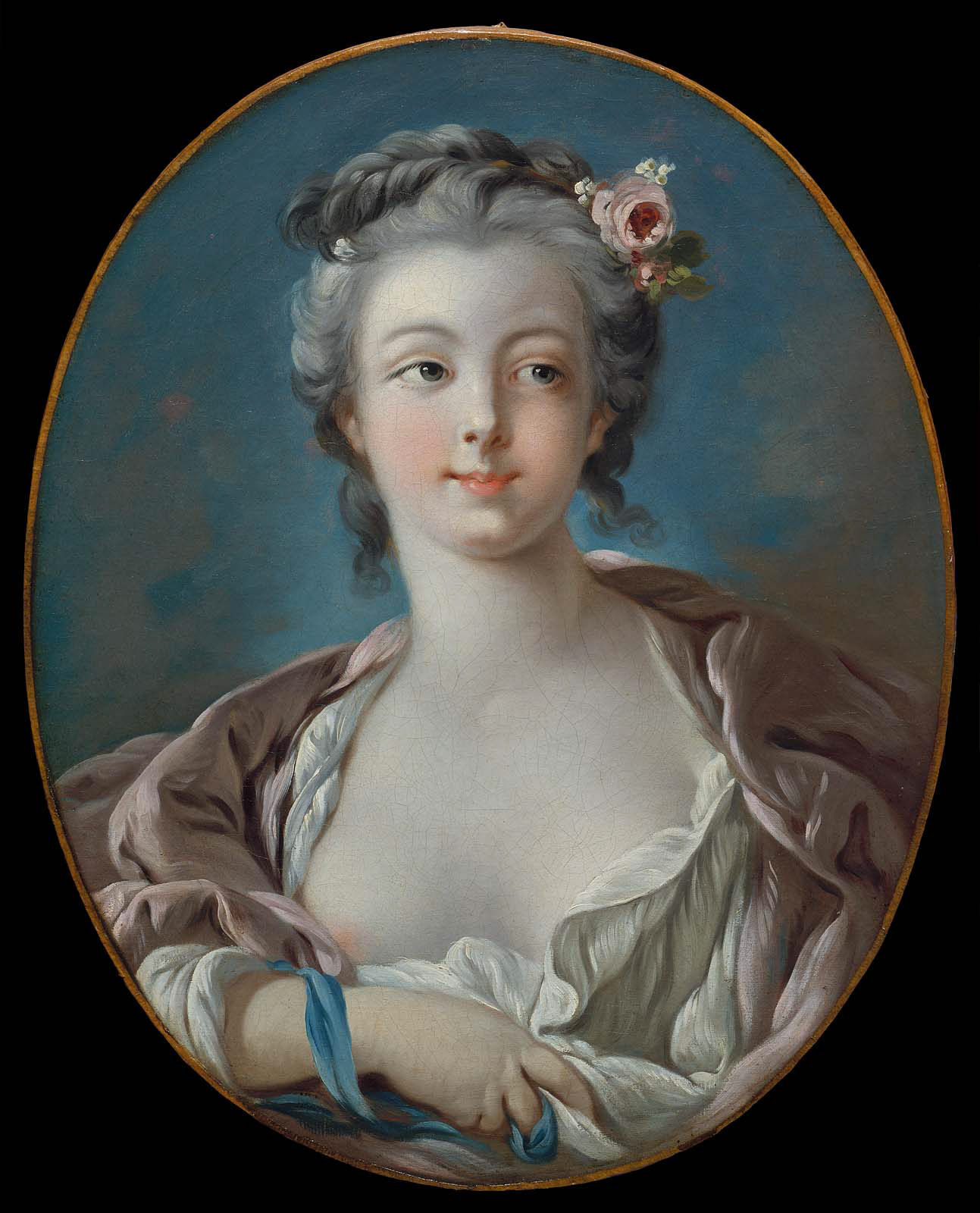
Jove amb flors al cabell, de Boucher.
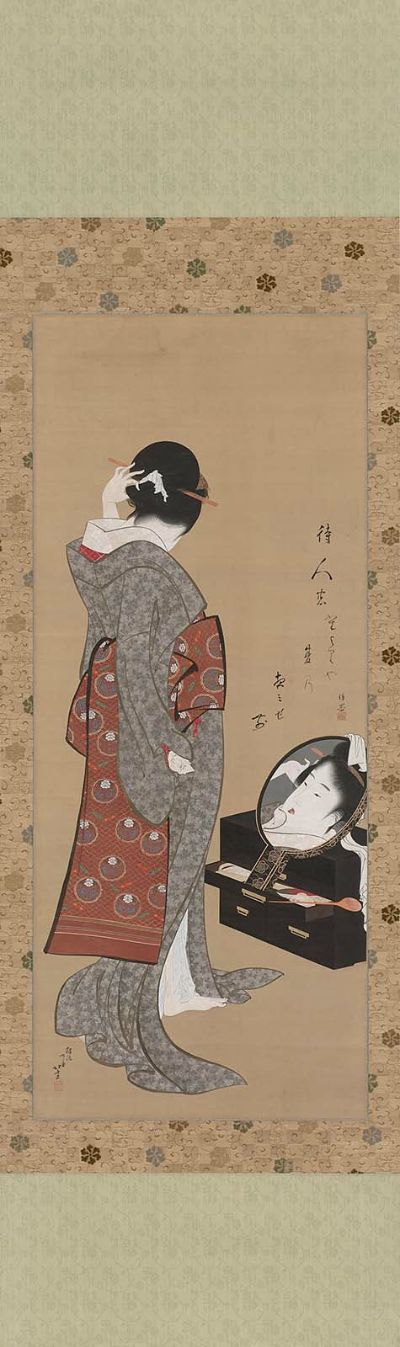
Katsushika Hokusai Dona mirant-se al mirall, 1805.
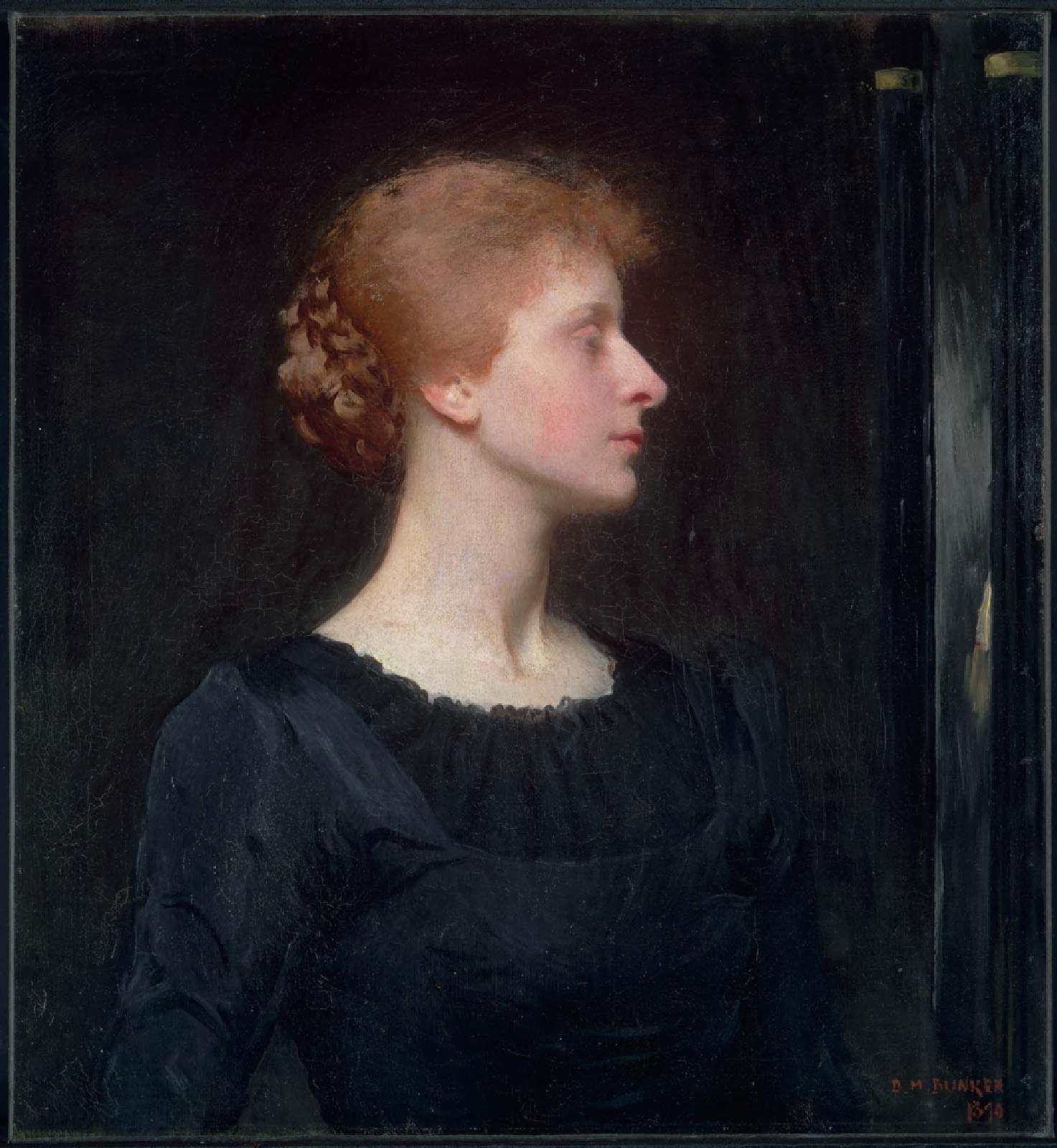
Dennis Miller Bunker Jessica, 1890.
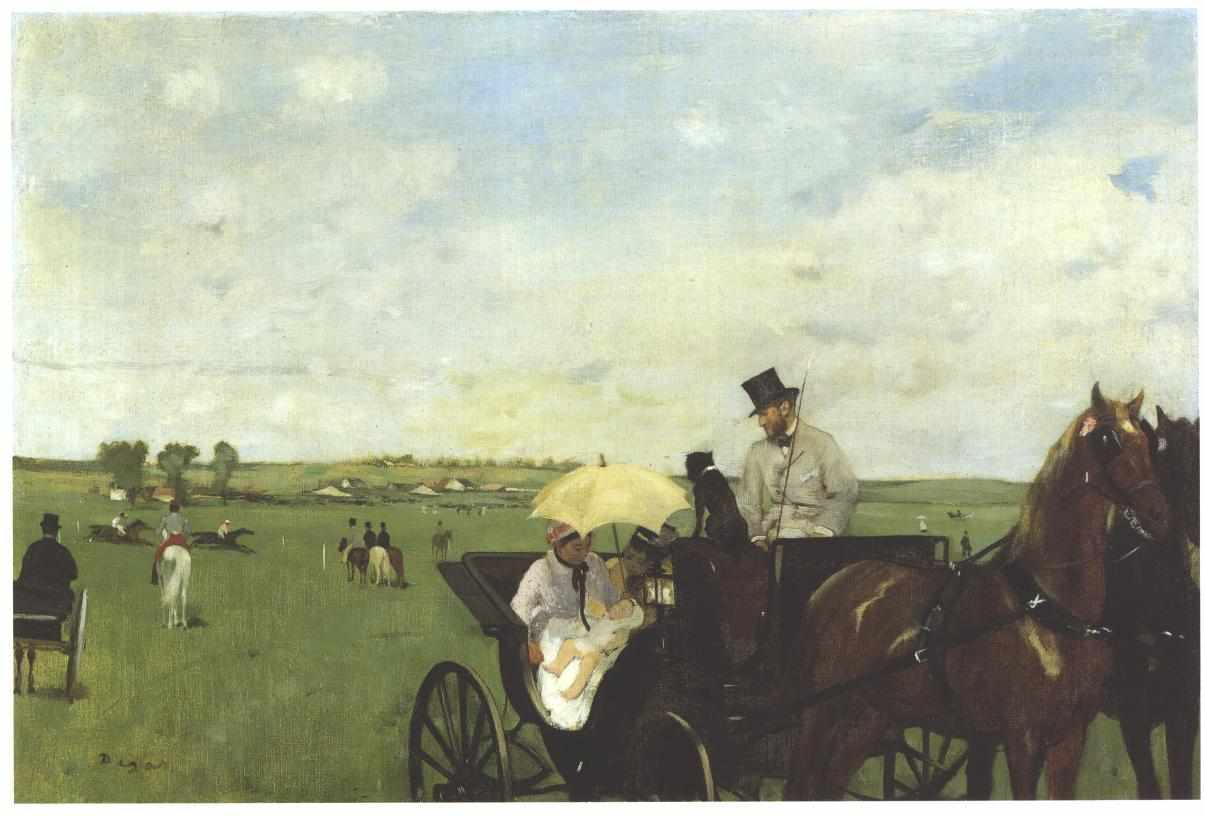
Edgar Degas Cotxes en les carreres.
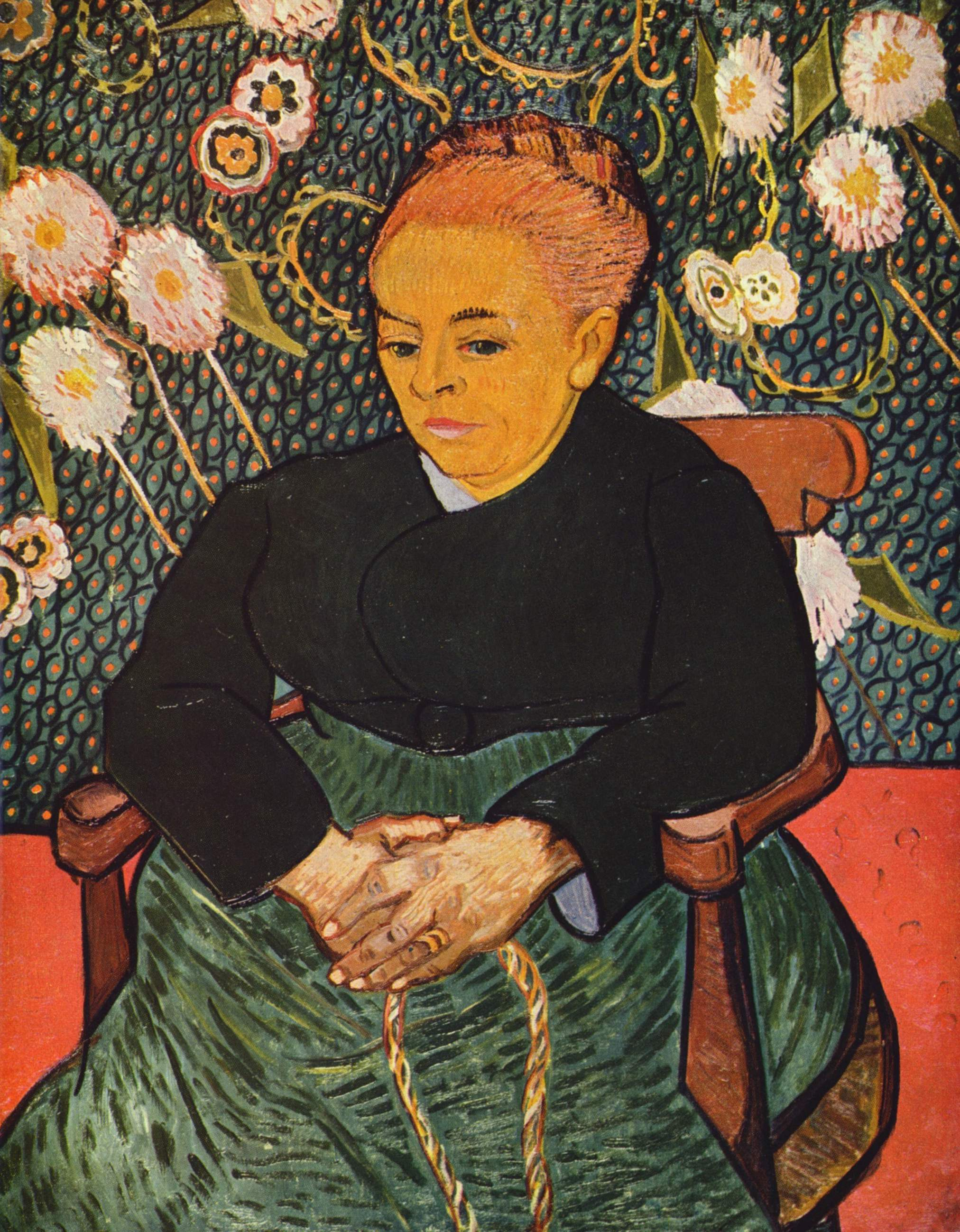
Van Gogh, La Berceuse.